# Ruslan Alexejewitsch Adschindschal
Ruslan Alexejewitsch Adschindschal (russisch Руслан Алексеевич Аджинджал; * 22. Juni 1974 in Gagra, Abchasische ASSR) ist ein ehemaliger russisch-abchasischer Fußballspieler. Er ist der Zwillingsbruder von Beslan Adschindschal.

## Leben und Karriere
Mit dem Fußball begann der Mittelfeldspieler Adschindschal in seiner abchasischen Heimatstadt Gagra. 1991 wechselte er zu Dinamo Suchum in die Zweite Sowjetische Liga.
Als die Sowjetunion und damit auch ihr Ligensystem im selben Jahr aufgelöst wurde, ging sein Club in den Wirren des ausbrechenden abchasischen Bürgerkriegs unter. Daraufhin wechselte er, gemeinsam mit seinem Bruder Beslan und den Mannschaftskollegen Gennadi Timofejew und Tamasi Jenik zu Druschba Maikop in die neugegründete russische Liga. Bis 1993 absolvierte er für Druschba über 60 Ligaspiele, in denen er 11 Tore schoss.
1994 wechselte er an die Ostsee zu Baltika Kaliningrad, wo er bis 1999 verblieb. Für Baltika stand er in 183 Spielen auf dem Platz und kam auf 23 Tore. Nach einem Intermezzo bei Torpedo-SIL Moskau kam er 2001 zu Uralan Elista, bis er 2005 zu Terek Grosny wechselte.
Von 2006 bis 2007 stand er bei Lutsch-Energija Wladiwostok unter Vertrag, wieder gemeinsam mit seinem Bruder Beslan. 2008 bis 2010 wurde er von Krylja Sowetow Samara verpflichtet. Von 2011 bis 2013 gehörte er zur Mannschaft von Wolga Nischni Nowgorod.
Adschindschal trat auch für die von der FIFA nicht anerkannte abchasische Fußballauswahl an.